# Crealla
Crealla is een plaats (frazione) in de Italiaanse gemeente Falmenta.